# Rio Ivaí
Il Rio Ivaí è un fiume nello stato del Paraná nel sud del Brasile. È un affluente del fiume Paraná.